# 赫勒爾德島
赫勒爾德島（羅馬化：Ostrov Geral'd）是俄羅斯的島嶼，位於弗蘭格爾島以東70公里的楚科奇海，由楚科奇自治區負責管轄，面積11.3平方公里，最高點海拔高度364米，每年平均降雨量約120毫米。
1849年英國探險船先驅號(HMS Herald)在參與搜尋失蹤的約翰·富蘭克林爵士船隊途中發現該島，先驅號船長奇力以船名Herald替島嶼命名。